# Oedaspis trifasciata
Oedaspis trifasciata
 es una especie de insecto del género Oedaspis de la familia Tephritidae del orden Diptera. 
Malloch la describió científicamente por primera vez en el año 1939.